# Jack Llewelyn Davies
John "Jack" Llewelyn Davies (11 septembre 1894 - 17 septembre 1959) est le deuxième des garçons Llewelyn Davies. Il se lie d'amitié avec le créateur de Peter Pan JM Barrie. Ses frères et lui ont notamment inspiré Barrie pour la création de Peter Pan. Il sert dans la Royal Navy pendant la Première Guerre mondiale. Il est le cousin germain de l'écrivaine anglaise Daphné du Maurier.

## Enfance

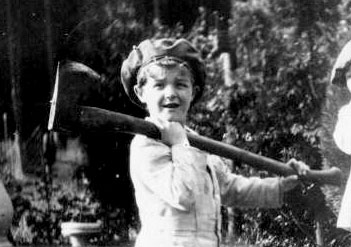
Davies dans The Boy Castaways, presque 7 ans

Davies et son frère aîné George rencontrent pour la première fois l'écrivain JM Barrie lors de leurs sorties régulières dans les jardins de Kensington avec leur nurse Mary Hodgson et leur petit frère Peter en 1897. Ils participent à des aventures de jeu avec Barrie qui inspirent une grande partie des aventures de la pièce de théâtre de 1904 Peter Pan, ou The Boy Who Wouldn't Grow Up. Peu de temps avant d'écrire la pièce, Barrie créé un livre photo intitulé The Boy Castaways, mettant en vedette les trois frères aînés prétendant faire naufrage sur une île et combattant des pirates, thèmes qui apparaissent plus tard dans l'histoire de Peter Pan. Le personnage de John Darling, l'aîné des frères de Wendy, porte son nom.
En 1906, Davies est recommandé par Barrie au capitaine Robert Falcon Scott pour un poste à l'Osborne Naval College, contrairement à ses frères, qui fréquentent tous le Collège d'Eton. À la suite du décès de ses parents Arthur (1907) et Sylvia (1910), Barrie devient le principal tuteur des cinq garçons, les soutenant financièrement. Jack aurait nourri un certain ressentiment envers Barrie, croyant parfois que l'écrivain essayait de prendre la place de son père (surtout après la mort de son père). Il n'est pas aussi proche de l'écrivain que ses frères, en particulier George et Michael .

## L'âge adulte
Juste avant la mort de sa mère, Jack devient officier dans la Royal Navy, après avoir fréquenté le Royal Naval College d'Osborne. En tant qu'officier de marine régulier, il sert dans l'Atlantique Nord pendant la Première Guerre mondiale. Son frère George est tué au combat sur le front occidental en 1915. Son frère Michael se noie dans un accident apparent en 1921. Ses frères Peter et Nicholas (le plus jeune) survivent.
Il épouse Geraldine "Gerrie" Gibb, 19 ans, en 1917, sans demander au préalable la permission de Barrie, qui n'approuve qu'à contrecœur la relation. Néanmoins, Barrie confie au couple la charge de la maison de la famille Davies, où Michael et Nico vivent encore pendant les vacances scolaires, sous la garde de Mary Hodgson. Les frictions entre Gerrie et Hodgson conduisent la jeune femme à partir. Le couple a deux enfants: Timothy (1921-1965) et Sylvia Jocelyn (du nom de la mère de Davies, mais toujours connue sous le nom de Jane - 1924-1969).
Davies est nommé au grade naval de lieutenant-commandant en 1924. À la retraite de la Royal Navy, Gerrie et Jack déménagent dans un chalet à St Endellion, dans le nord des Cornouailles. À la fin des années 1940, son frère Peter, un éditeur, le consulte concernant les détails d'une histoire familiale intitulée officieusement "La Morgue".
Jack est décédé le 17 septembre 1959 à l'âge de 65 ans d'une maladie pulmonaire; son frère Peter se suicide environ sept mois plus tard.